# Johan Laats
Johan Laats (* 10. ledna 1967 Wilrijk, Belgie) je bývalý belgický zápasník–judista vlámské národnosti.

## Sportovní kariéra
S judem začínal po boku svých bratří Philipa, Stefaana a Loda v Antverpách. V belgické seniorské reprezentaci se pohyboval od roku 1987 v polostřední váze do 78 kg jako úspěšný juniorský reprezentant. V roce 1988 startoval na olympijských hrách v Soulu, kde vypadl v úvodním kole s domácím Jihokorejcem An Pjong-kunem.
Na mezinárodní úrovni se začal výrazně prosazovat s příchodem bývalého sovětského reprezentanta v judu Alexandra Jackeviče. Pod jeho vedením startoval jako úřadující vicemistr světa na olympijských hrách v Barceloně. V Barceloně mu v zisku olympijské medaile zabránili asijští judisté. V semifinále nestačil na Japonce Hidehika Jošidu a v boji o třetí místo prohrál s Jihokorejcem Kim Pjong-čuem na wazari.
V roce 1995 si v přípravě na mistrovství světa v Čibě vážně poranil koleno a podstoupil operaci. V roce 1996 se dokázal kvalifikovat na olympijské hry v Atlantě, ale turnaj pro něho skončil ve druhém kole s Němcem Stefanem Dottem. V roce 1997 se před domácícm publikem stal mistrem Evropy, ale kvůli vleklým zdravotním problémům v roce 1998 ukončil sportovní kariéru. Jako většina belgických judistů z této doby se judu nevěnuje.
Johan Laats byl levoruký judista, který bojoval o úchop z pravé strany. Jeho osobní technikou byly strhy joko-sutemi-waza, konkrétně strh uki-waza kombinovaný výborným bojem na zemi (ne-waza). Na západě se tato technika uki-waza někdy označovala jako "Laats kata-guruma". Šlo však o sambistický chvat v bývalém Sovětském svazu hojně aplikovaný, který odkoukal od trenéra Jackeviče.

## Výsledky
| Turnaj             | 1984             | 1985             | 1986             | 1987             | 1988             | 1989             | 1990             | 1991             | 1992             | 1993             | 1994             | 1995             | 1996             | 1997             |
| Turnaj             | 17               | 18               | 19               | 20               | 21               | 22               | 23               | 24               | 25               | 26               | 27               | 28               | 29               | 30               |
| Turnaj             | polostřední váha | polostřední váha | polostřední váha | polostřední váha | polostřední váha | polostřední váha | polostřední váha | polostřední váha | polostřední váha | polostřední váha | polostřední váha | polostřední váha | polostřední váha | polostřední váha |
| ------------------ | ---------------- | ---------------- | ---------------- | ---------------- | ---------------- | ---------------- | ---------------- | ---------------- | ---------------- | ---------------- | ---------------- | ---------------- | ---------------- | ---------------- |
| Olympijské hry     | —                |                  |                  |                  | úč.              |                  |                  |                  | 5.               |                  |                  |                  | úč.              |                  |
| Mistrovství světa  |                  | —                |                  | —                |                  | úč.              |                  | 2.               |                  | 5.               |                  | —                |                  | úč.              |
| Mistrovství Evropy | —                | —                | —                | —                | ?                | —                | úč.              | 2.               | 7.               | 3.               | 2.               | 3.               | úč.              | 1.               |
| MS juniorů         |                  |                  | 1.               |                  |                  |                  |                  |                  |                  |                  |                  |                  |                  |                  |
| ME juniorů         | úč.              | úč.              | 2.               | 2.               |                  |                  |                  |                  |                  |                  |                  |                  |                  |                  |